# 藤井俊男
藤井 俊男（ふじい としお、1942年 <昭和17年> 9月28日 - 2017年 <平成29年> 9月17日）は日本の政治家。元民主党所属。参議院議員、埼玉県議会議員、越谷市議会議員を歴任。位階は従五位。旭日中綬章受章。

## 経歴
- 1942年 埼玉県南埼玉郡大袋村（現・越谷市）に生まれる。農家の三男。中学生の時父が他界。
- 1963年 苦学の末東京都立蔵前工業高等学校卒業。東武鉄道に入社。現場の技術者として働くとともに、東武鉄道労働組合で活動。
- 1979年 統一地方選挙越谷市議会議員選挙に出馬し初当選。2期務める。
- 1985年 埼玉県議会議員補欠選挙（東9区・越谷市）に日本社会党公認で出馬し初当選。4期連続当選。
- 1996年 社会民主党県議団を離団し、社民党離党。「連合歩みの会・民主議員団」に所属。民主党埼玉準備会会長に就任。民主党結党に参加。
- 1998年7月 第18回参議院議員通常選挙に埼玉県選挙区から民主党公認で出馬し当選。参議院では民主党・新緑風会副幹事長を務める。日朝友好議員連盟に参加。
- 1999年3月 後援会（政治資金管理団体）「彩の会」発足。鳩山邦夫民主党副代表（当時）を会長に、白鳥令東海大学教授を会長代行に迎える。同月鳩山が民主党を離党し東京都知事選挙に立候補を表明。「彩の会」会長を辞任。
- 2002年4月 前年まで公設第1秘書を務めていた長男が大麻取締法違反（所持）の現行犯で逮捕される。
- 2002年10月～2003年11月　参議院国土交通委員会委員長。
- 2003年3月 長男の有罪確定。
- 2004年3月 第20回参議院議員通常選挙に立候補する意思を表明する。しかし長男の不祥事が問題視され、連合埼玉の推薦を得られず、民主党が公認見送り。連合埼玉は新人の島田智哉子を推薦し、民主党がこれを公認。藤井は無所属で立候補する構えを見せる。
- 2004年7月 民主党が参議院議員選挙公示日2日前に2人目の公認候補者として新人の弓削勇人を擁立。藤井は立候補を断念する。
- 2005年3月 民主党を離党。
- 2005年10月 越谷市長選挙に無所属で出馬し落選。得票8433で供託金没収となる惨敗。
- 2005年12月 「彩の会」を解散。政界引退。
- 2012年11月 秋の叙勲で旭日中綬章を受章[2]。